# 王树声
王树声（1905年5月26日—1974年1月7日），原名王宏信，湖北麻城人，中国工农红军及中国人民解放军主要领导人之一，中国人民解放军大将。中国共产党、中华人民共和国政治人物，原副国级领导人。
其早年参与黄麻起义，并担任红四军第十一师师长、红二十五军军长、红四方面军副总指挥兼红三十一军军长等职。之后随红四方面军参加长征，并任西路军副总指挥。中日战争时期担任八路军晋冀豫军区、太行军区副司令员、河南军区司令员等。第二次国共内战时期任中原军区副司令员、中原军区第一纵队司令员兼政委、鄂豫军区司令员、湖北军区副司令员等。此后中华人民共和国建国后，历任湖北军区司令员、中南军区副司令员、中华人民共和国国防部副部长、总军械部部长、军事科学院第二政委等。

## 生平

### 早年革命生涯
父亲王泽香，早年做粉房生意兼务农，中年时已有水田四十余亩、山林数块，属殷实之家。母亲王徐氏，共生育4男1女5个孩子。王树声在家中排行第三，在堂兄弟中排行第五。6岁和9岁的时候，父母相继去世。在祖父母操持下，7岁读私塾，17岁进入武昌高小补习学校，18岁考入麻城县高级小学，同年转入董必武开办的武昌高小补修学校读书。1925年回家乡任私塾教师，次年加入中国共产党。

### 红军时期
1927年，王树声指挥农民武装进攻破寨岗，并参与同年的黄麻起义，后担任中国工农红军第11军第31师第1大队党代表。1929年，参加鄂豫边苏区的三次小型反围剿战役。次年，王担任红1军第1师第1团团长，率部出击平汉铁路，参加攻占杨家寨、阳平口、花园镇等战斗，并参加中央苏区第一次反围剿战争。1931年，担任红四军第10师第30团团长，并率部参加新集战斗，采用坑道爆破攻占新集。之后参与双桥镇战斗，与其他部队协同作战全歼国民革命军第34师。5月，王树声担任红4军第13师副师长兼第37团团长。
1931年11月，红四方面军成立，王树声担任红四军第11师师长，随即参加黄安战役，率部担负打援任务，在黄安城南嶂山地域阻敌增援，协助部队攻克黄安。1932年1月在商潢战役中，指挥所部采取迂回包围战术，攻占北亚港。6月任红二十五军第73师师长。10月，红四方面军主力撤离鄂豫皖苏区，王率部担任掩护，接连在新集、土桥铺、漫川关击败国军堵截。12月，指挥先遣团翻越大巴山，进占四川北部通江、南江和巴中地区。
1933年末，刘湘被任命为总司令主持围剿红四方面军:341:126-127，刘湘主持战略，邓锡侯、田颂尧、李佳钰、杨森、王陵基、刘帮俊分兵六路进攻，兵力超过20万人:343:128-129。此时红四方面军继续采用“积极防御、诱敌深入、发动群众”战略:344:130-131；并分兵两路，由徐向前、王树声各负责东西战线，徐负责刘湘主攻方向，陈昌浩居中调度，张国焘坐镇后方:344-345。双方在万源阵线形成相持拉锯战:360-362:152-157；王树声指挥所部抗击国军主力左纵队的进攻，尔后在空山坝地区从正面发起反击。同年7月，王树声任红四方面军副总指挥兼红三十一军军长。11月，国军“六路围攻”作战中，王在西线采取收紧阵地、待机反攻的作战方针，以12个团的兵力牵制和抗击四路敌人60多个团的进攻。翌年8月，方面军总指挥徐向前奔赴西线，王协助指挥全线反攻，红军在黄猫垭围困国军，一天一夜击毙活捉国军一万四千余人:368:164。国民党其他西线部队遂纷纷溃败，国军六路围攻至此告终:211:165。该战役中国军损失八万余人；而红军亦损失两万余人:370:167。
1935年3月，王树声参与指挥嘉陵江战役，率部强渡嘉陵江，攻占剑门关。5月开始长征，率部发起土门战役，掩护主力西进岷江，并在懋功与中央红军会师。9月，由于张国焘拒绝执行中共中央的北上方针，王随红四方面军再次过草地，南下川康边。10月在绥崇丹懋战役中，指挥右纵队夺取绥靖、丹巴。在天芦名雅邛大战役中，指挥中纵队翻越夹金山，攻占宝兴、灵关、芦山、百丈等城镇。1936年7月，红四方面军同红二方面军在甘孜地区会师后北上甘南，10月在会宁同红一方面军会师，结束长征。
随即，为执行《宁夏战役计划》，王树声率部西渡黄河，任西路军副总指挥兼红九军军长，在河西走廊地区同马步芳的马家军交战。由于指挥混乱、补给不足，西路军接连失利，损失严重。之后西路军在倪家营子后大败:440，最后只剩三千余人:548:444-446。部队在石窝山开会:451，部队兵分三路，由王树声、张荣、李先念分别带队:45-451，其中王树声率第1支队苦战三月后几乎全军覆没:630，后孤身一人穿过沙漠，返回延安。期间，王树声和杜义德错杀曾任红九军骑兵师参谋长的李彩云。毛泽东安慰他说：“西路军失败，你没有责任。”

### 抗日战争时期

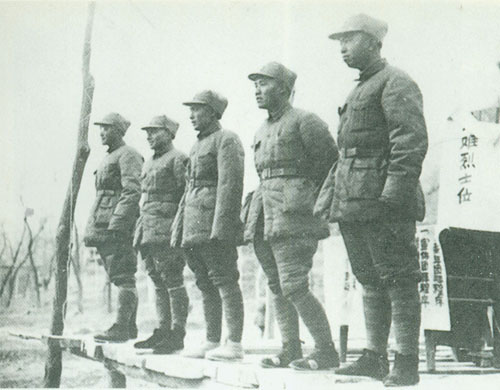
1942年，太行军区和129师主要领导在新年团拜会主席台上。左起：刘伯承、邓小平、蔡树藩、李达、王树声。

中日战争时期，经毛泽东介绍，王树声到中国人民抗日军事政治大学学习。1938年春转入延安马列学院。1939年，他担任晋冀豫军区副司令员、代司令员。1940年6月，王树声任太行军区副司令员，积极发展地方武装和民兵。1942年入中共中央党校学习。1944年冬率部东渡黄河，进入河南，同皮定均、徐子荣率领的抗日武装会合，组建河南军区并任司令员:126，并攻占登封等地。

### 第二次国共内战时期
第二次国共内战时期，王树声奉命南下桐柏山，与新四军第5师会合，组建中原军区，并任军区副司令员兼第1纵队司令员:245。1946年6月协助李先念指挥中原突围，率左路军由广水越过平汉铁路，西进武当山区，创建鄂西北游击根据地，任中共鄂西北区委书记、鄂西北军区司令员兼政治委员:259。1947年2月，王树声离开鄂西北，辗转荆门、武汉、南京、上海，到达山东解放区。1947年7月，他率部协同晋冀鲁豫野战军进入大别山，被任命为鄂豫军区司令员:261，配合刘邓主力，粉碎国军重点清剿，重建大别山根据地。1949年5月，王树声任湖北军区第二副司令员，7月兼任鄂豫皖边剿匪指挥部司令员和政治委员，指挥鄂豫皖三省边界地区剿匪战争。

### 中华人民共和国建国后
1950年5月，王树声任湖北军区司令员。1951年8月，任中央革命老根据地访问团鄂豫皖分团团长。1954年2月，任中南军区副司令员兼湖北省军区司令员，9月担任中国国防部副部长。1955年，担任中国人民解放军总军械部部长，主持部队武器装备改进建设，同年被授予中国人民解放军大将军衔，并获一级八一勋章、一级独立自由勋章和一级解放勋章。
1959年4月至6月，参加了彭德怀率领的中国人民军事友好代表团访问蒙古、东德、波兰、罗马尼亚、匈牙利、捷克斯洛伐克、阿尔巴尼亚七国。1959年11月，王树声任军事科学院副院长。1960年，组织领导了中国人民解放军各种条令条例的制订工作，还参加徐向前主持的红四方面军战史编委会的领导工作。1970年3月，带领军宣队进驻七机部等国防工业口实行军管。1972年2月，陪同周恩来会见美国总统尼克松，11月改任军事科学院第二政治委员。此外，王树声还在中国共产党第八、第九、第十次全国代表大会上当选为中央委员。
1974年1月7日，王树声因患食道癌晚期，病逝于北京。2005年5月26日，中央军事委员会召开纪念王树声诞辰100周年座谈会。

## 著作
- 《王树声军事文选》2000年军事科学出版社

## 家庭
王树声堂弟王宏坤，曾任中国人民解放军海军第二政治委员，1955年授衔上将。王树声夫人杨炬。1921年11月出生于湖北南漳，1944年与王树声结婚。中华人民共和国成立后，历任湖北省军区卫生所所长、卫生科副科长，北京市海淀区卫生局医政科科长，军事科学院门诊部主任，公安后勤部卫生处防疫科科长，304医院副政委、副院长等职。1983年离休，现为解放军304医院顾问。
- 长子王鲁光（1946-2005）：1972年因车祸被公交电车撞伤致下身瘫痪，曾任中国残疾人福利基金会副理事长[21]。
- 二子王楚还。
- 三子王建初。
- 小女王季迟。